# Петровская волость (Стерлитамакский уезд)
Петровская волость — административно-территориальная единица, входившая в Стерлитамакский уезд. Существовала в Российской Империи (включая 1917 год) и РСФСР (с 1923 по 1930).

## Состав
В состав Петровской волости в 1879 году входили деревни
1. Бердышла
2. Васильевка
3. Гумерова
4. Екатериновка
5. Зигановка
6. Искисякова
7. Кузяново
8. Павловка
9. Петровское
10. Старо-Арметева (ныне Калмаково)
11. Юлданбаева